# Chorisoneura argentina
Chorisoneura argentina es una especie de cucaracha del género Chorisoneura, familia Ectobiidae. Fue descrita científicamente por Brancsik en 1898.
Habita en Argentina.